# Man lebt nur einmal (vals)
Man lebt nur einmal (Man lever bara en gång), op. 167, är en vals av Johann Strauss den yngre. Den spelades första gången den 19 februari 1855 i danslokalen Zum Sperl i Wien.

## Historia
Den i ländlerstil komponerade valsen Man lebt nur einmal skrevs till karnevalssäsongen 1855 och hade premiär den 19 februari i med anledning av en välgörenhetskonsert i danslokalen Zum Sperl. Året innan hade Wien drabbats av en allvarlig koleraepidemi som dödade tusentals medborgare. Med sin vals ville Strauss påminna människorna om livets gång. Därför innehåller verket inte bara glada melodier utan också kontemplativa melodislingor. Kritikerna var oeniga; vissa anammade det livsbejakande mottot medan andra tyckte det var olämpligt att bearbeta så allvarliga ämnen i valser. Titeln är ett citat från Johann Wolfgang von Goethes drama Clavigo (1774).

## Om valsen
Speltiden är ca 6 minuter och 43 sekunder plus minus några sekunder beroende på dirigentens musikaliska tolkning.

## Weblänkar
- Man lebt nur einmal i Naxos-utgåvan.